# Esaias Reusner
Œuvres principales
Testudinis Deliciae (1667),  Neue Lauten-früchte (1676)
Esaias Reusner est un compositeur et luthiste allemand, né à Löwenberg en Silésie le 29 avril 1636 et mort à Berlin le 1er mai 1679.

## Biographie
Esaias Reusner est né à Löwenberg en Silésie, une région située à cheval sur trois états actuels, principalement la Pologne mais aussi l'Allemagne et la Tchéquie. Cette ville appartenait alors au Saint-Empire romain germanique; elle s'appelle maintenant Lwówek Śląski, et est située dans le sud-ouest de la Pologne, à environ 50 km de la frontière allemande.
Reusner apprend le luth auprès de son père, également dénommé Esaias (décédé vers 1660 - 1680), et devient un enfant prodige,. Il voyage avec son père et se produit devant différentes cours.
Il pourrait avoir été l'élève de François Dufault.
De 1655 à 1672, il est luthiste en Pologne, à la cour du prince Radziwiłł ou d'un duc de Silésie à Liegnitz et de Brieg (aujourd'hui Legnica et Brzeg, dans la région de Wroclaw dans le sud-ouest de la Pologne).
Il travaille à partir de 1670 à Vienne au service de l'empereur Léopold Ier.
En 1672-1674, il enseigne le luth et la flûte à l'université de Leipzig, avant de devenir en 1674 à Berlin le luthiste de Frédéric-Guillaume Ier de Brandebourg, électeur de Brandebourg, poste qu'il occupe jusqu'à sa mort,,.

## Œuvres
Ses deux recueils de suites pour le luth, Testudinis Deliciae (1667) et Neue Lauten-früchte (1676), sont considérés comme importants, car ils constituent le premier exemple d'utilisation du style de luth français par un compositeur allemand,.
L'influence de Reusner fut grande au XVIIe siècle et son style musical ouvrit la voie aux luthistes ultérieurs comme Sylvius Leopold Weiss,.

## Discographie
- Paul Beier : Delitiæ Testudinis
- Konrad Junghanel : Lute suites
- Lutz Kirchhof : Lautenmusik Schlesischer Meister